# Francesco Fiorentino
Francesco Fiorentino (Sambiase, 1º maggio 1834 – Napoli, 22 dicembre 1884) è stato un filosofo e storico della filosofia italiano.

## Biografia
Nacque a Sambiase (attuale Lamezia Terme), nel cui centro storico ci sono una piazza ed una via a lui dedicate, il 1˚ maggio del 1834 da Gennaro, chimico e farmacista, e da Saveria Sinopoli. Fu educato da Giorgio e Bruno Sinopoli, rispettivamente zio e fratello di sua madre, entrambi sacerdoti, e venne influenzato dal pensiero e dagli scritti di Giuseppe Capocasale e Pasquale Galluppi. 
Successivamente entrò nel seminario vescovile di Nicastro, per imparare lettere e teologia. Qui studiò sotto gli insegnamenti di N. De Marco e F. M. Crecca, insigni filosofi e latinisti. Abbandonò il seminario nel 1851.Durante la giovinezza, trascorreva il suo tempo libero nel caffè letterario "Cherry Plum", luogo d'élite che attirava gli intellettuali del tempo. Lì Fiorentino iniziò a farsi conoscere tra i coetanei di Sambiase, costruendosi una discreta reputazione.
Dopo due anni trascorsi a Sambiase, a studiare teologia, si trasferì a Catanzaro dove intraprese gli studi di giurisprudenza. Non poté laurearsi perché aveva solo diciannove anni. Sarebbe probabilmente divenuto un avvocato se la filosofia non fosse stata la sua innata passione, nutrita delle letture di Pasquale Galluppi, Victor Cousin e Vincenzo Gioberti.
Per vivere, Fiorentino dava lezioni private spendendo il resto della giornata a studiare. Di questi anni sono numerose traduzioni di testi antichi della Chiesa. Sempre a Catanzaro, nel 1859, si legò con profonda amicizia a M. Vitale, B. Chimirri, V. Bona, F. Pronestì e soprattutto a Bernardino Grimaldi.
Pur se miope e non aduso alle armi, Fiorentino tentò di prender parte alla rivoluzione di Giuseppe Garibaldi, ma dovette desistere, ritornando nuovamente alle sudate sue carte. All'indomani della resa del generale Ghio e dei suoi dodicimila soldati borbonici a Soveria Mannelli, nell'incontrare Giuseppe Garibaldi a Maida, Fiorentino gli si avvicinò per congratularsi del successo ottenuto gridando: «Viva l'annessione, vogliamo l'annessione!»
Dopo l'Unità d'Italia, Fiorentino venne nominato, con decreto regio, professore di filosofia nel Regio Liceo Pontano di Spoleto in Umbria: la sua fama di intellettuale e filosofo aveva varcato i confini della sua natia regione.
Non si sa dove e quando è stato iniziato in Massoneria, ma nel 1867 era membro effettivo della Loggia Felsinea di Bologna.

### L'attività e il pensiero

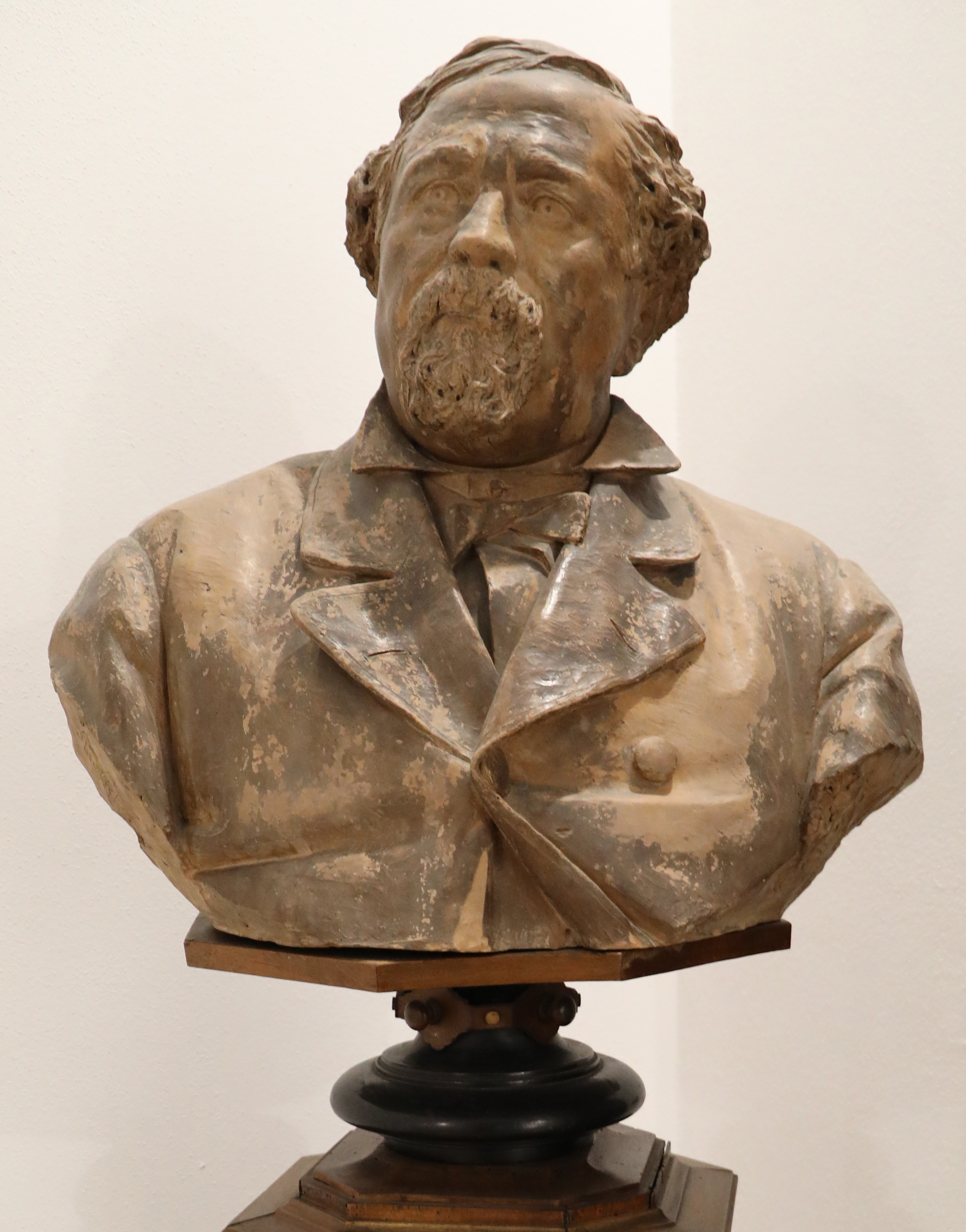
Stanislao Lista, busto di Francesco Fiorentino, 1883, Galleria nazionale di Cosenza

Da Spoleto presto passò a Maddaloni, vicino a Napoli, dove approfondì sempre più i suoi studi, a contatto con la scuola hegeliana di Bertrando Spaventa, il cui influsso l'avrebbe fatto allontanare dalla sua originaria impostazione giobertiana.
Nella città partenopea pubblicò Il Panteismo di Giordano Bruno.
Fiorentino rivedeva molto di sé nel carattere e nel martirio del filosofo nolano. La stessa affinità che, sia pure in chiave politica, egli ritrovava in Vincenzo Gioberti, grande statista torinese.
Il saggio su Bruno, gli valse nel 1862 la cattedra presso l'Università di Bologna che era stata dell'amico Bertrando Spaventa. Qui si occupò della storia della filosofia greca, contemporaneamente si interessò dell'epoca risorgimentale mettendo in risalto figure di filosofi allora sconosciute. Nella città felsinea, Fiorentino rimase per ben nove anni, dove avviò intensissima l'attività di pubblicista e saggista, scrivendo: Il Saggio storico sulla filosofia greca; Pietro Pomponazzi; e Scritti varii. Seguì l'opera su Telesio data alle stampe in Firenze.
Nel 1871 si trasferì a Napoli per insegnare Filosofia della storia. Lo accompagnava Restituta Trebbe, la donna che amò intensamente e dalla quale ebbe quattro figli.
Qui rivide Spaventa, prendendo posizione in difesa del suo hegelismo, contro gli attacchi di Mamiani, di Ferri e di Berti, ancorati ad una metafisica platonica dell'essere, ritenendo che la filosofia italiana del XIX secolo dovesse piuttosto integrarsi con quella di Hegel, recuperando i legami con la cultura tedesca.
Al dogmatismo platonico, Fiorentino contrapponeva infatti la validità della «metafisica della mente», cioè della libertà dello spirito, propria dell'approccio storicistico di Spaventa, «il solo che abbia prodotto finora qualche frutto», a cui si erano formati Villari, Marselli, De Meis, Bonatelli e Labriola.
(F. Fiorentino, La filosofia contemporanea in Italia, in risposta a Francesco Acri, 1876)
Nel 1872, sempre nella città partenopea, fondò insieme a Spaventa ed a Vittorio Imbriani il Giornale Napoletano di filosofia e lettere, di indirizzo hegeliano.
Dal 1874 fu membro corrispondente dell'Accademia bavarese delle scienze.
Nel 1875 il Fiorentinò mutò ancora la sede dei suoi insegnamenti: fu nell'Università di Pisa per insegnare Filosofia teoretica. Qui pubblicò il noto testo Elementi di filosofia ad uso dei Licei, che per decenni ha costituito uno dei migliori manuali scolastici.
Tra il 1879 e il 1881 pubblicò il Manuale di Storia della Filosofia. Di lui risaltava lo stile incisivo e spigliato: un vero filosofo scrittore, che pur approdando a un neokantismo empirizzante ed infine al positivismo, mantenne sempre una propria individualità originale, come emerge ad esempio dalla sua prolusione Positivismo e idealismo letta a Pisa nel 1876.
Nel 1880 ritornò di nuovo a Napoli ad occupare la cattedra che già una volta fu sua. Nel 1883 successe all'amico Spaventa nell'insegnamento della Filosofia Teoretica. 
Nel 1882, con le sue prefazione e note, pubblicò Poesie Liriche edite ed inedite di Luigi Tansillo (Domenico Morano, Napoli).
Nel campo politico, dopo essere stato Deputato al Parlamento nel 1870 e nel 1874 in due collegi del Norditalia, nel 1861 egli era stato candidato nel collegio di Nicastro, ma non venne eletto. Riprovò nuovamente nel 1882 quando si presentò nel collegio di Monteleone.
Morirà a Napoli due anni dopo, il 22 dicembre del 1884 per un attacco cardiaco, a soli cinquant'anni d'età.
Nel 1887 le sue spoglie vennero traslate a Catanzaro che due anni dopo gli eresse un monumento alla memoria. Così pure il paese natale di Sambiase nel 1909.
Benché egli avesse insegnato per ventiquattro anni di seguito nelle scuole pubbliche, la sua famiglia non poté ottenere la pensione per soli sei mesi di servizio mancanti.

## Opere
- Volgarizzazione dell'Itinerario della mente a Dio di S. Bonaventura, dei Libri del Maestro, Dell'immortalità dell'anima e Del libero arbitrio di S. Aurelio Agostino, del Proslogio di S. Anselmo, Messina, 1858
- Sul panteismo di Giordano Bruno, Napoli, 1861
- Saggio storico sulla filosofia greca, Firenze, 1864
- Emmanuele Kant e il mondo moderno, sulla rivista "Civiltà Italiana", Firenze, 1865
- Religione e filosofia, 1867
- Pietro Pomponazzi, studi storici sulla scuola bolognese e padovana del secolo XVI, Firenze, 1868
- Bernardino Telesio, ossia studi storici sull'Idea della Natura nel Risorgimento italiano, Firenze, 1872-1873
- La filosofia contemporanea in Italia, Napoli, 1876
- Scritti vari di letteratura, poesia e critica, Napoli, 1876
- Elementi di filosofia, Napoli, 1877
- Della vita e opere di Vincenzo de Grazia, Napoli, 1877
- Manuale di storia della filosofia, Napoli, 1879-1881
- Elementi di filosofia, Napoli, 1880
- Il Risorgimento filosofico nel Quattrocento, Napoli, 1885 e 1994 ISBN 88-85239-10-2